# SVOMAS
Svomas ou SVOMAS (em russo:  Свомас, abreviatura de Свободные Государственные художественные мастерские; transl. Svobodnye gosudarstvennye khudozhestvennye masterskiye; em português:   Estúdios Livres de Arte do Estado) era a designação de uma série de escolas de arte fundadas em 1918 em várias cidades russas depois da Revolução de Outubro, e que mais tarde se tornariam as Vkhutemas.

## História
A Svomas de Moscovo foi fundada em 1918, substituindo e utilizando-se das instalações da Escola Stroganov de Artes Aplicadas (que foi o Primeiro Estúdio Livre de Arte) e a Escola de Pintura, Escultura e Arquitetura de Moscovo (que foi o Segundo Estúdio Livre de Arte). A Svomas de Petrogrado foi criada em 1919 mediante a renomeação dos Estúdios Livres de Educação Artística de Petrogrado, que haviam sido formados um ano antes, quando a Academia Imperial das Artes foi abolida.
Após as Revoluções de outubro de 1917 na Rússia, diversas transformações na cultura e nas artes foram apoiadas por artistas, que clamavam pelo culto ao novo, em protesto aos modelos antiquados e elitistas de acesso a educação, além de reivindicar a condição irrevogável da liberdade de criação artística. A comunidade das artes procurava a realização de um programa artístico coerente com os ideais da recém conquistada revolução socialista e, neste contexto, se contrapor aos moldes ditos opressores da Academia. Sendo assim, vários grupos artísticos se mobilizaram para que órgão responsável pelos assuntos de arte e cultura fosse eleitos pela própria comunidade de artística.
Entretanto, divergências estéticas entre artistas geraram um embate conforme à ideologia centralizadora do sistema socialista que visava à coletivização da produção artística. Em virtude disso, uma nova forma de organização foi definida no início de 1918, com a criação do Narkompros: o Comissariado do povo à educação, sendo este dividido em várias seções, dentre elas a Teo (Seção Teatral), a Muzo (Seção Musical) e a Izo (Seção de Artes Plásticas). Esta última dividia-se em subseções: pedagógica, de arquitetura, do cinema, de produção artística, de edição artística, de trabalhos artísticos e de decorações teatrais.

## Objetivo e projeto de ensino
O objetivo principal das Svomas era divulgar a consciência artística às camadas sociais mais humildes. Os exames de admissão foram abolidos, as disciplinas de história de arte eram opcionais, o corpo docente, anteriormente elitista, fora substituído por artistas de vanguarda e os estudantes eram livres de escolher seus próprios professores.
A entrada dos alunos era livre, não havia nenhum tipo de provas para a admissão, não eram necessários diplomas, conhecimentos prévios ou pertencerem como membros do partido bolchevique, sendo o único requisito exigido a idade mínima de 16 anos.
Haviam eleições de representantes e chefes de ateliês, e estas eram decididas pelos próprios estudantes, que por sua vez escolhiam diretamente seus diretores, dentro do quadro de professores. Os alunos dos Ateliês Artísticos Livres Estatais também garantiam a todos o direito de eleger diretores em cada disciplina artística. Além disso, todas as correntes artísticas tinham a garantia de ser representadas nos ateliês.
A organização do Svomas, já em 1919, chegou a ter 14 ateliês de pintura, 4 de escultura, 3 de arquitetura, além de ateliês de artes aplicadas (arquitetura de interiores, têxtil, metais, gravura e impressão, cenografia, pintura ornamental, porcelana, cerâmica e ferro). Os mestres diretores desse Svomaseram voltados ao ensino das artes aplicadas e menos influentes nos rumos da nova arte soviética.
Davi Shterenberg, o presidente da IZO diz:
“O plano dos Ateliês Artísticos Livres Estatais, na linha da antiga Escola Stroganov, é o seguinte: existe toda uma série de ateliês de caráter puramente artístico, com professores que pertencem a todas as tendências, onde os alunos desenvolvem seu gosto, se familiarizam com a forma e a cor desenhando e pintando objetos. Existe também um ateliê profissional onde, sob a direção de um mestre-operário, cada aluno aprende a dominar o material com o qual deve trabalhar, por exemplo, o algodão estampado, a madeira (indústria de marchetaria), os cartazes (impressão), etc. Em paralelo a esses ateliês, serão criados ateliês de composição nos quais os alunos poderão aplicar seu saber e sua capacidade criadora”.
Além dos ateliês artísticos, havia também outros cursos para complementação do aprendizado como estética, filosofia da arte, teoria da arte, história e crítica da arte, história da mitologia antiga, história da arte francesa contemporânea, anatomia plástica, desenho, faktura, cor e composição, cenografia, história da pintura monumental, psicologia, lógica, filosofia das formas contemporâneas e teoria poética. Todos esses cursos estavam a cargo de nomes importantes na cultura russa como V. Mayakovsky, V. Ivanov, M. Borissov, A. Tairov etc.

## Svomas e Vkhutemas
Problemas administrativos levaram uma nova forma de organização. As críticas ao sistema anterior vinham de vários os lados e o Narkompros, órgão responsável pelo ensino em toda a Rússia, precisou montar, no segundo semestre de 1920, um modelo que agradasse uma parte dos artistas professores.
Assim, surgiu, em novembro de 1920, os VKhutemas – Vysshie Gosudarstvennye Khudozhestvenno-Tekhnicheskie Masterkie (Ateliê Superior Estatal Técnico-Artístico), sucedendo as Svomas, da fusão dos Primeiros e Segundos Ateliês nacionais livres de arte (Escola de Pintura, Escultura e Arquitetura de Moscovo e a Escola Stroganov de Artes Aplicadas). Esta era mais centralizada administrativamente, ainda mantendo alguns pontos que eram considerados positivos nos Ateliês Livres, porém com um objetivo específico: Ser um estabelecimento de ensino superior artístico especializado, que tinha por princípio preparar os artistas de qualificação superior para atuarem na indústria, assim como instrutores para a formação técnica e profissional dos alunos.

## Ver Mais
- Revolução Russa
- Rússia
- União Soviética
- Socialismo

- VKHUTEMAS
- Bauhaus
- Escola de Ulm
- Escola Superior de Desenho Industrial

## Ligações Externas
- Free State Arts Studios: A History of the Svomas Initiative
- Post-Revolutionary Art in Russia: From Lenin to Stalin